# Pingré (cráter)

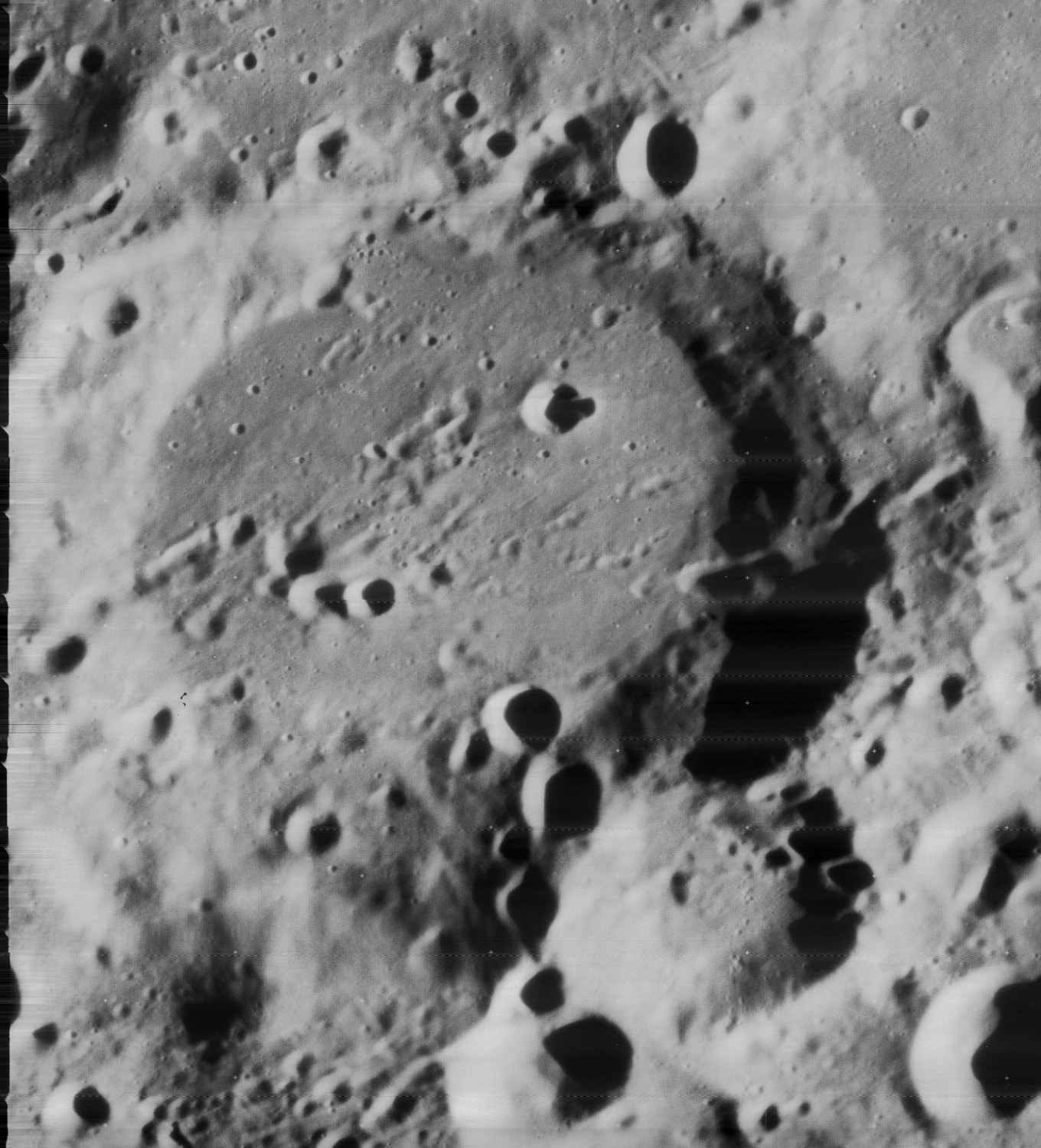
Fotografía de la misión Lunar Orbiter 4 (1967)

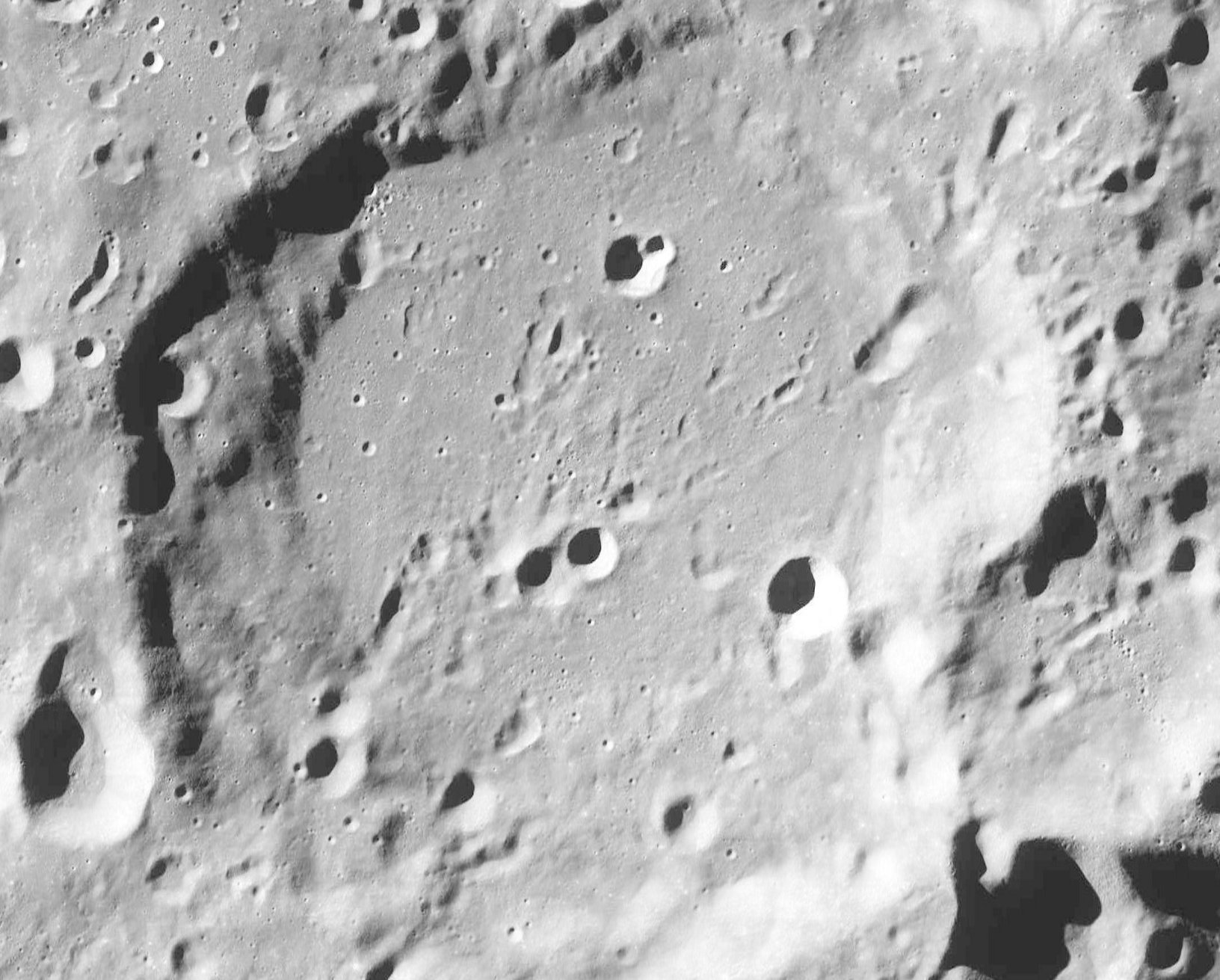
Fotografía de la misión Lunar Reconnaissance Orbiter

Pingré es un cráter de impacto que se encuentra cerca de la extremidad suroeste de la Luna, más allá del gran cráter Phocylides. Se halla al noroeste de la enorme cuenca amurallada de Bailly, y al este de Graff, más pequeño. Debido a su ubicación, Pingré aparece achatado cuando se ve desde la Tierra.
|  |

El borde exterior de este cráter se ha desgastado debido a sucesivos impactos menores, dejando su superficie rugosa e irregular. El brocal está casi desintegrado en el sureste, y aparece cubierto por un pequeño cráter en el borde oriental. Presenta una altura reducida y se desplaza hacia el noroeste. El suelo interior es relativamente plano, pero marcado por varios pequeños cráteres, que pueden ser impactos secundarios de Hausen o un cráter distal (producido cerca del punto medio de la plataforma interior, donde podría haber existido un pico central).
Pingré se encuentra al sureste de la Cuenca Mendel-Rydberg, una depresión de impacto de 630 km de ancho del Período Nectárico.

## Cráteres satélite
Por convención estos elementos son identificados en los mapas lunares poniendo la letra en el lado del punto medio del cráter que está más cercano a Pingré.
|        | \| Pingré \| Coordenadas \| Diámetro \| \| ------ \| ------------------------------ \| -------- \| \| B \| 57°36′S 65°18′O / -57.6, -65.3 \| 19 km \| \| C \| 58°24′S 68°18′O / -58.4, -68.3 \| 23 km \| \| D \| 56°36′S 84°06′O / -56.6, -84.1 \| 16 km \| \| E \| 56°30′S 78°54′O / -56.5, -78.9 \| 14 km \| \| F \| 59°54′S 71°00′O / -59.9, -71.0 \| 16 km \| \| G \| 57°54′S 68°54′O / -57.9, -68.9 \| 13 km \| \| J \| 59°06′S 68°48′O / -59.1, -68.8 \| 18 km \| \| K \| 55°12′S 77°42′O / -55.2, -77.7 \| 13 km \| \| L \| 53°48′S 85°48′O / -53.8, -85.8 \| 17 km \| \| M \| 53°30′S 83°36′O / -53.5, -83.6 \| 19 km \| \| N \| 58°06′S 83°42′O / -58.1, -83.7 \| 19 km \| \| P \| 54°00′S 69°30′O / -54.0, -69.5 \| 16 km \| \| S \| 60°18′S 82°00′O / -60.3, -82.0 \| 70 km \| \| U \| 56°18′S 66°00′O / -56.3, -66.0 \| 12 km \| \| W \| 56°24′S 70°54′O / -56.4, -70.9 \| 9 km \| \| X \| 58°54′S 79°18′O / -58.9, -79.3 \| 9 km \| \| Y \| 58°24′S 78°00′O / -58.4, -78.0 \| 13 km \| \| Z \| 55°06′S 82°42′O / -55.1, -82.7 \| 12 km \| |          |
| Pingré | Coordenadas | Diámetro |
| B      | 57°36′S 65°18′O / -57.6, -65.3 | 19 km    |
| C      | 58°24′S 68°18′O / -58.4, -68.3 | 23 km    |
| D      | 56°36′S 84°06′O / -56.6, -84.1 | 16 km    |
| E      | 56°30′S 78°54′O / -56.5, -78.9 | 14 km    |
| F      | 59°54′S 71°00′O / -59.9, -71.0 | 16 km    |
| G      | 57°54′S 68°54′O / -57.9, -68.9 | 13 km    |
| J      | 59°06′S 68°48′O / -59.1, -68.8 | 18 km    |
| K      | 55°12′S 77°42′O / -55.2, -77.7 | 13 km    |
| L      | 53°48′S 85°48′O / -53.8, -85.8 | 17 km    |
| M      | 53°30′S 83°36′O / -53.5, -83.6 | 19 km    |
| N      | 58°06′S 83°42′O / -58.1, -83.7 | 19 km    |
| P      | 54°00′S 69°30′O / -54.0, -69.5 | 16 km    |
| S      | 60°18′S 82°00′O / -60.3, -82.0 | 70 km    |
| U      | 56°18′S 66°00′O / -56.3, -66.0 | 12 km    |
| W      | 56°24′S 70°54′O / -56.4, -70.9 | 9 km     |
| X      | 58°54′S 79°18′O / -58.9, -79.3 | 9 km     |
| Y      | 58°24′S 78°00′O / -58.4, -78.0 | 13 km    |
| Z      | 55°06′S 82°42′O / -55.1, -82.7 | 12 km    |

Los siguientes cráteres han sido renombrados por la UAI:
- Pingré H - Véase Yakovkin.